# Baldo (poeta)
Baldo (fl. XII-XIII secolo) è stato un poeta probabilmente italiano, che scrisse in lingua latina, vissuto nel XII o nel XIII secolo.

## Biografia
Non si hanno notizie biografiche su questo poeta. Probabilmente un monaco italiano, scrisse una raccolta di favole in lingua latina «Novus Esopus», famose nel Medioevo. Le composizioni, in versi leonini, erano tratte dalla raccolta di favole indiane Pañcatantra, conosciuta verosimilmente attraverso una versione in lingua araba non identificata, ma che il poeta attribuiva tuttavia ad Esopo, poeta della Grecia antica le cui opere furono tuttavia riscoperte solo alla fine del XV secolo. Le composizioni di Baldo furono pubblicate dal filologo francese Edelestand du Méril nel 1854.